# 内蒙古生产建设兵团
内蒙古生产建设兵团，是1969年至1975年设于中国内蒙古自治区的由军队管理的农垦组织。以下乡知识青年为主，包括现役军人、复转退军人、地方干部、农垦职工等群体组成。采取兵团-师-团-连建制，不常设营级。出版《兵团战友报》。

## 历史
1967年5月26日，大军区级的内蒙古军区降格为省军区级，隶属于北京军区。1968年下半年，北京军区、内蒙古与山西三方商定，合并几个农垦组织筹建新的内蒙古生产建设兵团，设置兵团筹建领导小组。
1969年1月24日，中共中央、国务院、中央军委批准成立中国人民解放军北京军区内蒙古生产建设兵团。由下述单位合并组建新的兵团：
- 内蒙古区直机关毛泽东思想大学校总校、5所分校（1968年9月20日成立，安置下放干部与知识青年）
- 原内蒙古军区生产建设兵团（1966年2月成立，隶属于当时为大军区级的内蒙古军区）全部、
- 华北农垦兵团（1966年2月成立，隶属北京军区，位于山西雁北地区，机关驻大同市花园屯）大部。
- 西北林业建设兵团第四师筹备处（1966年7月在内蒙古组建，辖2个团）

1969年5月7日正式成立，驻呼和浩特市内蒙古区委党校大院。当时组建了第一、二、三、六师共4个师，24个团，246个连队，下乡知识青年5万余人，全体在职人员7万余人。知青每人发给安置费400元、第一、二、三年津贴费每人每月分别为5、6、7元，连队大灶伙食费每人每月13.5元；每人每月供应粮食45斤、食油4两。实行供给制，发放衣被。由于地处边疆对抗苏蒙的第一线，兵团接收的知识青年要求家庭与本人历史清白。
1970年，又组建了2个师，15个团。 
1971年，内蒙古兵团已有41个团（包括2个工业团）、4个相当于团级的工矿企业，职工10.1万人，其中知识青年7.55万人，另有家属3.8万人，人口共计14.5万人。
1973年5月，中央工作会议决定各地生产建设兵团由大军区领导改为省级政府领导。
1975年，随着全军大整顿大裁员，全国所有生产建设兵团都脱离军队系统，改为地方农垦。1975年4月20日，内蒙古自治区革委会向国务院、中央军委上报了《关于改变内蒙古生产建设兵团体制问题的请示》。1975年6月24日国务院、中央军委以“国发1975[95]号《关于改变内蒙古生产建设兵团体制的批复》”：撤销兵团、师两级机构，农牧业团改为国营农牧场，划归盟、市农牧场管理局或农林局农牧场管理科领导，此外还设自治区农林厅直属的乌拉盖农牧场管理局。兵团战士升学、参军、招工和口粮标准、公费医疗、探亲、病退、困退等政策一律不变。 1976年4月3日，内蒙古区党委和革委会向国务院和中央军委报送了《关于改变内蒙古生产建设兵团体制工作的情况报告》，共有农牧团场81个、工矿企业19个、职工9万多人、耕地160多万亩。截止1979年底，历年返城的兵团知青共计71 829人，占知青总数的72.83%。

## 组织结构
- 司令员
  - 何凤山（1917.6-2004.3.19），江西瑞金人，长征老红军。内蒙古军区副司令员兼。
- 政委
  - 第一政委：缺
  - 第二政委倪子文（1915-2004年2月25日），河北大城县，1937年9月参加革命。原华北农垦兵团政委、内蒙古生产建设兵团筹备组负责人。内蒙古自治区革命委员会副主任兼。
- 副司令员：杨世明、包盛标、康银寿、刘义荣
- 副政委：李植林、朱世钧 赵强
- 参谋长：庞德运　董儒强
- 副参谋长：张旭之、冀景华、李光前 孟庆祥
- 司令部
- 政治部
  - 主任：李惠民，
  - 副主任：李中飞、陆国祯
- 后勤部
  - 部长：刘耕
  - 副部长：郭贤
- 第一师 磴口县。原为1966年2月组建的内蒙古军区生产建设兵团。辖一团、二团、三团、四团、五团、六团、七团
  - 师长：庞德运、董书荣、张志明　　
  - 政委：张振华、张志明
  - 参谋长：马文昌
- 第二师：乌拉特前旗 辖十一团、十二团、十三团、十四团、十五团、十六团、十七团、十八团、十九团、二十团、六十二团
  - 师长：孟照贤　　　
  - 政委：田益国　　　
  - 参谋长：赵根喜
- 第三师 巴彦淖尔盟临河县，辖二十一团、二十二团、二十三团、二十五团、二十六团、糖厂、修造厂、地毯厂
  - 师长：张绍喜　　　
  - 副政委：王元惠　　　
  - 参谋长：苏积刚
- 第四师 乌海市海勃湾区，辖八团、二十四团、三十四团、三十五团、玻璃厂
  - 师长：王本固（原3师副师长）
  - 政委：张振华　　　
  - 参谋长：徐通
- 第五师 锡林郭勒盟西乌珠穆沁旗 辖三十一团、三十二团、四十一团、四十二团、四十三团、四十四团
  - 师长：李占魁　　　
  - 参谋长：马延龄
- 第六师 锡林郭勒盟东乌珠穆沁旗乌拉盖农场，辖五十一团、五十二团、五十三团、五十四团、五十五团、五十七团
  - 师长：崔永华　　　
  - 政委：高汉杰

## 知名的兵团战士
- 白春礼，中国科学院院长，世界科学院院长。1970.9—1974.9，内蒙古生产建设兵团十八团机运连战士。
- 罗保铭，海南省委书记
- 任亚平，内蒙古自治区政协主席。1969.05—1975.07，内蒙古生产建设兵团二师十三团战士。十三团为工业团，1975年改为包头市第二阀门厂等。
- 傅莹，1970年至1973年为兵团180发电厂工程指挥部广播站广播员、电影放映员。后任中华人民共和国外交部副部长。